# Красное (Адыгея)
Красное — село в Теучежском муниципальном районе Республики Адыгея России.
Входит в состав Ассоколайского сельского поселения.

## Население
| 1926 | 2002 | 2010 | 2013 | 2014 | 2015 | 2016 |
| ---- | ---- | ---- | ---- | ---- | ---- | ---- |
| 573  | ↘287 | ↗299 | ↗311 | ↗312 | ↗319 | ↗320 |
| 2017 | 2018 | 2019 | 2020 | 2021 | 2023 | 2024 |
| ↘307 | ↘299 | ↘286 | ↘275 | ↘262 | ↘258 | ↘256 |

По данным Всероссийской переписи 2021 года:
| Народ               | Численность, чел. | Доля от всего населения, % |
| ------------------- | ----------------- | -------------------------- |
| адыги (черкесы)     | 179               | 68,32 %                    |
| русские             | 68                | 25,95 %                    |
| другие / не указано | 15                | 5,73 %                     |
| всего               | 262               | 100,0 %                    |

## География

### Улицы
- Гагарина,
- Заречная,
- Красная,
- Мира,
- Пушкина,
- Шоссейная.
- Гречневая
- Крупа